# Miarchaias
Miarchaias es un género de foraminífero bentónico de la familia Soritidae, de la superfamilia Soritoidea, del suborden Miliolina y del orden Miliolida. Su especie tipo es Miarchaias meander. Su rango cronoestratigráfico abarca el Mioceno superior.

## Clasificación
Miarchaias incluye a las siguientes especies:
- Miarchaias floridanus †
- Miarchaias meander †
- Miarchaias modestus †